# 库祖
库祖（法語：Couzou，法語發音：[kuzu]）是法国洛特省的一个市镇，位于该省中北部，属于古尔东区。

## 地理
库祖（44°45'57"N, 1°36'59"E）面积21.72 平方千米，位于法国奧克西塔尼大區洛特省，该省份为法国西南部内陆省份，北起顺时针与科雷兹省、康塔爾省、阿韦龙省、塔恩-加龙省、洛特-加龍省和多尔多涅省接壤。
与库祖接壤的市镇（或旧市镇、城区）包括：勒巴斯蒂、卡莱斯、卡尔吕塞、格拉马、罗卡马杜尔。

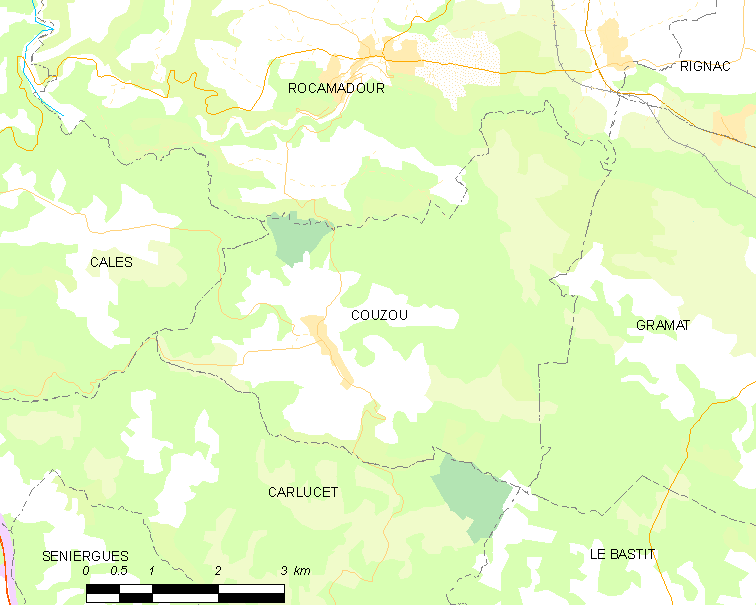
库祖的OSM定位图

库祖的时区为UTC+01:00、UTC+02:00（夏令时）。

## 行政
库祖的邮政编码为46500，INSEE市镇编码为46078。

## 政治
库祖所属的省级选区为格拉马县。

## 人口

1962-2008年间库祖人口变化图示

库祖于2022年1月1日时的人口数量为96人。